# Lamaline
Lamaline är en ort i Kanada.   Den ligger i provinsen Newfoundland och Labrador, i den östra delen av landet, 1 500 km öster om huvudstaden Ottawa. Antalet invånare är 315.
Terrängen runt Lamaline är platt. Havet är nära Lamaline söderut. Trakten är glest befolkad. Lamaline är det största samhället i trakten. 
Trakten runt Lamaline består i huvudsak av gräsmarker.